# ريح بالك
ريح بالك منطقة عراقية وتلّ، في قضاء سفوان بمحافظة البصرة، بصحراء الدبدبة بالبادية العراقية، جنوب العراق وكان بنو حسين مِن بدو العراق. ينزلون شتاء في ريح بالك، شيخهم حينئذٍ خلف جهجاه المرشد ومحمد خلف الجعيب.